# Bagno di Romagna
Bagno di Romagna (deutsch so viel wie Bad der Romagna) ist ein Thermalkurort in der italienischen Provinz Forlì-Cesena, im Apenninental des Savio.
Der Ort liegt ungefähr 90 km (Luftlinie) südsüdöstlich von Bologna, 45 km südlich von Forlì, 40 km südsüdwestlich von Cesena und 50 km östlich von Florenz, im Bereich der östlichen Abdachung des Toskanisch-romagnolischen Appenins (Appennino tosco-romagnolo) bzw. dessen Teilbereichs, der auch Cesena-Appenin (Appenino cesenate) genannt wird. Der tiefste Punkt der Gemeinde liegt auf 295 m ü. NHN im Tal des Savio, der höchste Punkt liegt auf 1500 m ü. NHN auf dem Hauptkamm des Toskanisch-romagnolischen Appenins.
Die Nachbargemeinden sind (im Uhrzeigersinn) Santa Sofia, Sarsina und Mercato Saraceno im Norden, Verghereto im Südosten (alle in der Provinz Forlì-Cesena), sowie im Süden − jenseits der Provinz- und Regionsgrenze − Chiusi della Verna, Bibbiena, Poppi und Pratovecchio Stia in der Provinz Arezzo in der Region Toskana.
Die Gemeinde besteht aus den Ortsteilen Bagno di Romagna, San Piero in Bagno, wo sich auch die Verwaltung der Gemeinde befindet, Selvapiana und Acquapartita sowie weiteren Weilern und Einzelgehöften auf dem ausgedehnten Gemeindegebiet.
Hauptort der Gemeinde ist der namengebende Ortsteil Bagno di Romagna, der sich vor allem durch einen von einer Ringmauer umgebenen mittelalterlichen Ortskern auszeichnet.
Besondere Bekanntheit besitzt Bagno di Romagna durch seine zu Kurzwecken genutzten warmen Bäder von 41 bis 45 °C, die kohlensaures Natron und Schwefel enthalten. Bagno di Romagna ist Mitglied der Vereinigung I borghi più belli d’Italia.

## Geologie und Physische Geographie
Die naturräumliche Situation des Raumes um Bagno di Romagna wird bestimmt von den Flyschformationen aus Mergeln und Sandsteinen, die im Italienischen unter der Bezeichnung Marnoso-Arenacea geführt werden und marine Sedimente aus dem Miozän, genauer gesagt aus der Zeit vom oberen Burdigal bis zum oberen Torton, darstellen. Weichere, leicht ausräumbare Mergellagen wechseln mit morphologisch härteren Sandsteinlagen, in denen auch größere Sandsteinblöcke vorkommen können. Diese Flyschsedimente werden genetisch auch als Turbidite angesehen. Berühmt ist der Aufschluss der Scalacce, nahe des Mandrioli-Passes, dem Übergang in die Toskana, an dem die turbiditischen Wechsellagen (mehrfach von grobkörnig zu feinkörnig übergehend) in schöner Regelmäßigkeit zu sehen sind.
Im und um den Siedlungskern von Bagno di Romagna treten aus mehreren Quellen (bzw. erbohrten Brunnen) heiße Mineralwässer an die Oberfläche. Eine markante Bruchlinie ist dafür verantwortlich, dass hier Grundwasser, das aus Niederschlägen über den westlichen Gebirgshöhen stammt und mehrere tausend Jahre in den Kluftsystemen des Marnoso-Arenacea-Flyschs zirkuliert, zutage tritt. Dieses Grundwasser erreicht dabei auch größere Tiefen, bis zur mesozoischen Basis der neogenen Sedimentpakete in 2000 m Tiefe, weswegen es aufgrund der geothermischen Tiefenstufe bis auf 80 °C erhitzt wird und sich mit den unterschiedlichsten Mineralen anreichert. Die nutzbare Gesamtschüttung der Quellen wird mit 75 l/sec angegeben. Das Wasser tritt mit einer Temperatur von zwischen 39 und 47 °C aus und enthält an gelösten Mineralen Schwefel, Hydrogencarbonat, Natrium, Kalium, Magnesium, Fluor, Chlor, Lithium, Mangan und Ammoniumeisen.

## Geschichte
Bronzezeitliche Funde belegen menschliche Siedlungstätigkeit in vorgeschichtlicher Zeit. In römischer Zeit war Bagno – mit dem lateinischen Namen Balneum (= Bad) – ein wichtiger Etappenort auf der Straße von Rom nach Ravenna, der auch mit Badeanlagen ausgestattet war. Im zweiten Jahrhundert n. Chr. wurde eine Kultstätte für eine Nymphe ausgebaut. Nach dem Ende des (West-)Römischen Reiches gehörte Bagno di Romagna zum Exarchat von Ravenna (vom späten 5. Jahrhundert bis zum 8. Jahrhundert) und fiel dann an den Heiligen Stuhl.
Im Mittelalter, ab dem 11. Jahrhundert, war Bagno mit seiner Umgebung lange im Besitz der Grafenfamilie Guidi di Bagno. Diese bauten die Burg von Corzano (nördlich oberhalb von San Piero in Bagno gelegen) als militärisches und politisches Zentrum ihres Territoriums aus, während San Piero in Bagno vor allem die Funktion des Marktes ausübte; auch Bagno erhielt eine Burg mit Mauerring und Befestigungstürmen. 1404 eroberte die Republik Florenz das Gebiet von Bagno und für mehr als 400 Jahre gehörte es als „Capitanato di Bagno“ mit großen Teilen der Toskana zur Republik Florenz bzw., ab 1569, zum Großherzogtum Toskana. Das 15. Jahrhundert gilt als eine Zeit des Wachstums und der städtischen Entwicklung. Statthalter der florentinischen Herrschaft war der Capitano, der seinen Sitz im Palazzo del Capitano hatte. 1527 wurde Bagno di Romagna von dem durchziehenden Söldnerheer Karls V. auf seinem Weg zur Plünderung Roms („Sacco di Roma“) angegriffen, geplündert und großflächig beschädigt.
Ab 1861, mit der territorialen Neuorganisation des vereinten geeinten Italiens, gehörte der Ort zur Provinz Florenz und innerhalb dieser zum Circondario [Kreis] di Rocca San Casciano. 1923 verfügte Mussolini, dass Bagno di Romagna zusammen mit den 10 anderen Gemeinden des Circondario di Rocca San Casciano von der Provinz Florenz zur Provinz Forlì wechselt und den Namenszusatz di Romagna annimmt; Hintergrund war der Wunsch des Diktators, dass die Tiberquelle auf dem Gebiet seiner Heimatregion, der Emilia-Romagna, liegt.

## Bevölkerungsentwicklung
Im Jahre 1881 wurden 1875 Einwohner gezählt. 1911 erreichte die Gemeinde eine Einwohnerzahl von 10.227, 1921 waren es 10.820. Bis zum Anfang der 1950er Jahre blieb die Bevölkerungszahl von Bagno di Romagna bei über 10.000 (1951: 10.556), danach verringerte sie sich, zunächst stark (1961: 8735; 1981: 6353), danach schwächer (2003: 6089), um dann bis 2010 (6212 Einwohner) wieder leicht zuzunehmen. Seit 2010 hat sich die Einwohnerzahl langsam, aber kontinuierlich verringert, auf 5601 im Jahr 2022 bzw. 5573 im Jahr 2024 (01.01.) Die Fläche der Gemeinde beträgt 234 km².